# Fructosano
Un fructosano o fructano es un polímero formado por moléculas de fructosa. Más concretamente, su estructura está formada por una molécula de glucosa ligada a múltiples unidades de fructosa. Su origen se encuentra principalmente en las plantas, pero también pueden aparecer en hongos y bacterias. En las plantas llegan a formar cadenas de hasta 200 unidades de fructosa y en bacterias de hasta 100.000 unidades.
Podemos encontrarlos en alcachofas, espárragos, guisantes, cebollas, puerros, cebada y trigo, entre otros. Las plantas que almacenan su alimento como fructosanos son capaces de soportar bajas temperaturas. Los fructosanos, ligados a las membranas celulares, ayudan a que las células se mantengan intactas y les confieren tolerancia frente a las heladas.
Los fructanos, al estar en muchos alimentos, forman parte habitual de la dieta humana, y para la mayoría de la población son perfectamente saludables. Sin embargo, forman parte de los FODMAPs, un conjunto de nutrientes conocidos por causar molestias intestinales en personas susceptibles.

### Tipos
La posición de enlace de los residuos de fructosa determina el tipo de fructano. Hay cinco tipos de fructanos con enlace glicosídico: 1) inulina con enlace β (2,1), 2) levan/flein con enlace β (2,6), 3) graminina (con inulina o estructura de levan con 1 rama corta, 4) neoseries de inulina (similar a la inulina pero con una unidad de glucosa entre dos restos de fructosa), y 5) neoseries de levan ( similar a levan pero con una unidad de glucosa entre dos restos de fructosa.